# Psychotria djumaensis
Psychotria djumaensis är en måreväxtart som beskrevs av De Wild.. Psychotria djumaensis ingår i släktet Psychotria och familjen måreväxter.

## Underarter
Arten delas in i följande underarter:
- P. d. djumaensis
- P. d. zambesiaca